# Medalles del Cercle d'Escriptors Cinematogràfics de 1969
La cerimònia de lliurament de les medalles del Cercle d'Escriptors Cinematogràfics de 1969 va tenir lloc el 21 de desembre de 1970 en el Club Internacional de Premsa de Madrid. La cerimònia va ser retardada alguns mesos i finalment es va celebrar de manera íntima. Malgrat això, van assistir el subdirector general de Cultura Popular i Espectacles, Pedro Covelas, i el director de NO-DO, Rogelio Díez. Va ser el vint-i-cinquè lliurament de aquestes medalles, atorgades per primera vegada vint-i-quatre anys abans pel Cercle d'Escriptors Cinematogràfics (CEC). Els premis tenien per finalitat distingir als professionals del cinema espanyol i estranger pel seu treball durant l'any 1969.
Es va recuperar la Medalla al millor curtmetratge i es va crear una nova per a premiar la millor pel·lícula d'art i assaig. Els premis van estar molt repartits, si bé va destacar la consecució de la quarta medalla consecutiva per part del director de fotografia Luis Cuadrado.

## Llista de medalles
| Categoria                         | Premiat                                                  | Labor premiada                                |
| --------------------------------- | -------------------------------------------------------- | --------------------------------------------- |
| Millor pel·lícula                 | El extraño viaje                                         | Pel·lícula                                    |
| Millor director                   | Carlos Saura                                             | La madriguera                                 |
| Millor actriu                     | Emma Penella                                             | Fortunata y Jacinta                           |
| Millor actor                      | Alfredo Mayo                                             | Los desafíos                                  |
| Millor fotografia                 | Luis Cuadrado                                            | Un, dos, tres, al escondite inglés            |
| Millor música                     | Carmelo Bernaola                                         | Del amor y otras soledades                    |
| Millors decorats                  | Wolfgang Burmann                                         | Fortunata y Jacinta                           |
| Millor guió                       | Rafael Azcona Víctor Erice José Luis Egea Claudio Guerín | Los desafíos                                  |
| Labor literària                   | Ángel Falquina Bartolomé                                 | Treballs a La Estafeta Literaria i Cinestudio |
| Millor pel·lícula estrangera      | La vergüenza                                             | Pel·lícula                                    |
| Premi Antonio Barbero             | Narciso Ibáñez Serrador                                  | La residencia                                 |
| Millor llibre                     | Luis Gasca                                               | Cine y ciencia ficción                        |
| Labor periodística                | Miguel Urabayen                                          | Treballs a El Pensamiento Navarro             |
| Millor curtmetratge               | ¿Qué se puede hacer con una chica?                       | D'Antonio Drove                               |
| Millor pel·lícula d'art i asssaig | El incidente                                             | De Larry Peerce                               |